# Felipe José Abárzuza
Felipe José Abárzuza y Oliva (Cádiz, 24 de mayo de 1896-Los Molinos, Madrid, 27 de agosto de 1970) fue un almirante español, que se desempeñó como ministro de Marina durante la dictadura franquista, desde 1956 hasta 1957.

## Biografía
Nacido el 24 de mayo de 1896 en Cádiz, ingresó en la Escuela Naval Militar en 1913. 
El 5 de enero de 1929, fue nombrado comandante del submarino C-3, puesto que desempeñó hasta el 9 de mayo de 1931. Fue condecorado por acciones de guerra mientras permaneció a su mando. En 1945 ascendió a contraalmirante y en 1957 a vicealmirante. 
Fue jefe del Estado Mayor de la Escuadra durante la Guerra Civil, jefe de Instrucción y almirante director del Ministerio de Marina de España, comandante general de la Flota entre diciembre de 1954 y diciembre de 1955, jefe del Estado Mayor de la Armada entre 1956 y 1957, ministro de Marina entre 1957 y 1962.
Falleció el 27 de agosto de 1970 en Los Molinos, a los 74 años.

## Condecoraciones
- Gran Cruz de la Orden de Carlos III
- Gran Cruz de la Orden de Isabel la Católica (1962)[6]